# Söderskärin ja Långörenin saaristo
Söderskärin ja Långörenin saaristo este o arie protejată (arie specială de conservare — SAC, sit de importanță comunitară — SCI, arie de protecție specială avifaunistică — SPA) din Finlanda întinsă pe o suprafață de 18.199 ha, integral pe uscat.

## Localizare
Centrul sitului Söderskärin ja Långörenin saaristo este situat la coordonatele 60°08′18″N 25°38′08″E / 60.1383°N 25.6356°E.

## Înființare
Situl Söderskärin ja Långörenin saaristo a fost declarat sit de importanță comunitară în august 1998 pentru a proteja 23 de specii de animale. Alte tipuri de protecție:
- arie de protecție specială avifaunistică (în august 1998)[2]
- arie specială de conservare (în aprilie 2015)[1][3][4]

## Biodiversitate
Situată în ecoregiunea boreală, aria protejată conține 12 habitate naturale: Pajiști fino-scandinave uscate până la mezice, bogate în specii de altitudine mică, Taiga vestică, Păduri fino-scandinave bogate în ierburi cu Picea abies, Vegetație anuală la limita mareei, Bancuri de nisip acoperite în permanență slab de apă marină, Recifuri, Vegetație perenă pe țărmurile stâncoase, Faleze cu vegetație de pe coastele atlantice și baltice, Insule esker baltice, cu vegetație a plajelor nisipoase, stâncoase și cu galeți, precum și cu vegetație sublitorală, Insulițe și insule mici din Baltica boreală, Pășuni de coastă din Baltica boreală, Litoraluri nisipoase din Baltica boreală cu vegetație perenă.
La baza desemnării sitului se află mai multe specii protejate:
- păsări (22): rață sulițar (Anas acuta), pietruș (Arenaria interpres), rața moțată (Aythya fuligula), Aythya marila, Branta leucopsis, Cepphus grylle, pescăriță mare (Hydroprogne caspia), Larus fuscus fuscus, Lyrurus tetrix tetrix, rață pestriță (Mareca strepera), rață catifelată (Melanitta fusca), codobatura galbenă (Motacilla flava), pietrar sur (Oenanthe oenanthe), corcodel-cu-gât-roșu (Podiceps grisegena), Polysticta stelleri, eider (Somateria mollissima), Spatula clypeata, chiră de baltă (Sterna hirundo), Sterna paradisaea, călifar alb (Tadorna tadorna), fluierar de mlaștină (Tringa glareola), fluierarul cu picioare roșii (Tringa totanus)
- mamifere (1): Halichoerus grypus

Pe lângă speciile protejate, pe teritoriul sitului au mai fost identificate 1 specie de plante, 2 specii de păsări, 1 specie de pești.